# Lupinus niederleinianus
Lupinus niederleinianus är en ärtväxtart som beskrevs av Charles Piper Smith. Lupinus niederleinianus ingår i släktet lupiner, och familjen ärtväxter. Inga underarter finns listade i Catalogue of Life.